# Wolfgang Frank (judoka)
Wolfgang Frank (30 de mayo de 1955) es un deportista alemán que compitió para la RFA en judo. Ganó dos medallas de bronce en el Campeonato Europeo de Judo en los años 1978 y 1981.

## Palmarés internacional
| Campeonato Europeo | Campeonato Europeo   | Campeonato Europeo | Campeonato Europeo |
| Año                | Lugar                | Medalla            | Categoría          |
| ------------------ | -------------------- | ------------------ | ------------------ |
| 1978               | Helsinki (Finlandia) | Medalla de bronce  | –86 kg             |
| 1981               | Debrecen (Hungría)   | Medalla de bronce  | –86 kg             |